# کورسور
کورسور (به لاتین: Korsør) یک منطقهٔ مسکونی در دانمارک است که در اسلیلسه، کمون دانمارک واقع شده‌است. کورسور ۶٫۶۷ کیلومتر مربع مساحت و ۱۴٬۶۰۸ نفر جمعیت دارد.

## خواهرخوانده
شهرهای پلیس (پومرانی غربی) و بخش موتالا خواهرخوانده‌های کورسور هستند.